# Beesd

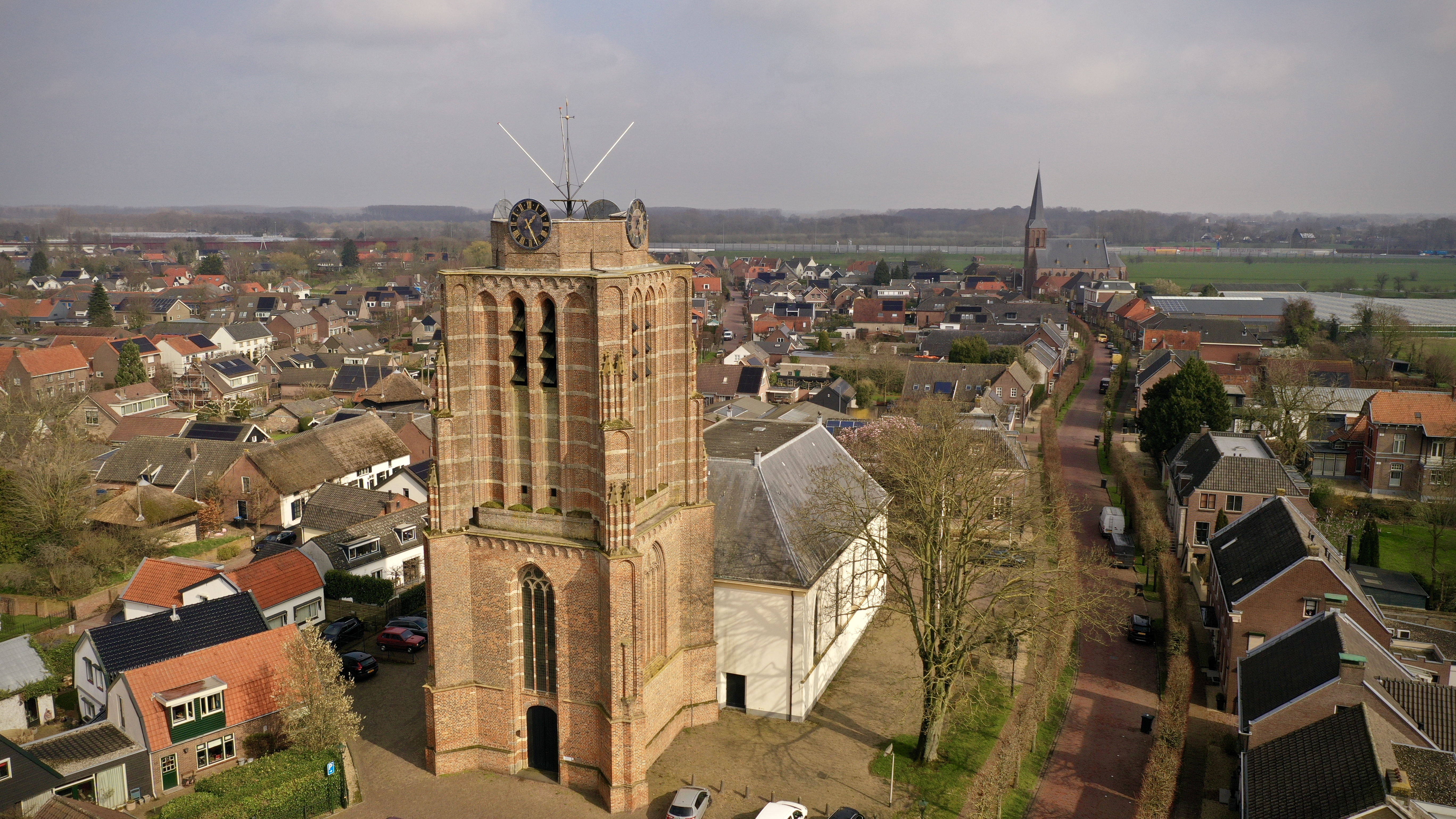
Zicht op Beesd met langs de Voorstraat de Protestantse- en Katholieke kerk

Beesd (Dialect: Bi-jest) is een dorp in de gemeente West Betuwe in de Nederlandse provincie Gelderland. Op 1 januari 2023 telde Beesd 3.370 inwoners.

## Geschiedenis
Beesd (Bisde/Beest) wordt voor het eerst genoemd in de stichtingsoorkonde van de abdij Mariënweerd in het jaar 1129, waarin goederen onder andere te Beesd aan de abdij worden geschonken. Sinds 1414 vormde Beesd, samen met Rhenoy, een klein Gelders ambt. In 1427 kreeg het een eigen landsrecht. De macht was na die tijd voor een groot deel in handen van de adellijke familie Pieck, die regeerde van de 13e tot en met de 17e eeuw. Zij had dankzij vererving en hoge ambtelijke posities grote stukken grond in bezit gekregen in en rond Beesd. Er waren drie kastelen, het Blauwe huis, het Hoge huys en het Lage huys in Beesd en een kasteel in buurdorp Enspijk. Van deze vier kastelen is er geen bewaard gebleven, wel zijn er tekeningen en schilderijen behouden. In de Franse tijd kwam het dorp bij Zuid-Holland, maar na herstel van de zelfstandigheid kwam Beesd in 1814 weer bij Gelderland. Op 1 januari 1978 werd de gemeente opgeheven en bij Geldermalsen gevoegd, evenals Buurmalsen en Deil. Op 31 januari 1995 werden de inwoners van Beesd verplicht geëvacueerd vanwege de gevaarlijk hoge waterstand van de Maas en de Waal.

## Voorzieningen
In het dorp zijn de meeste winkels gelegen aan de Voorstraat en rond het Dorpsplein. Voor grotere winkelcentra liggen Geldermalsen, Leerdam en Culemborg het meest dichtbij. Er bevinden zich twee scholen: de St. Antoniusschool en CBS Lingelaar. Ook is er sporthal en bevindt zich in hetzelfde gebouw buurthuis "Het Klokhuis". In het Klokhuis worden allerlei activiteiten georganiseerd door en voor bewoners van Beesd en omstreken. 
Beesd ligt aan de A2. Er is een treinstation aan de spoorlijn Dordrecht - Geldermalsen. Sinds 9 december 2018 is Beesd een van de twee Gelderse plaatsen die aangesloten is op R-net. Door het dorp rijden buslijn 260, van Geldermalsen naar Leerdam en buslijn 650 van Leerdam naar Culemborg.

## Recreatie
- De plaatselijke voetbalvereniging was VV Beesd. Inmiddels is deze voetbalvereniging gefuseerd en heet het nu BRC.
- In het Klokhuis bevindt zich sportvereniging SVB.
- In het veld van Beesd bevindt zich een muziekschool: De Muziekfabriek.
- BetuweStrand is een camping met strandbad en waterskibaan.

## Bezienswaardigheden
Een deel van Beesd is beschermd dorpsgezicht. Bezienswaardig is de Sint-Pieterskerk. Aan de rand van het dorp ligt het Uilen- en Dierenpark De Paay. Aan het einde van de Molendijk staat de korenmolen De Vrijheid.
Landgoed Mariënwaerdt, ooit de vestigingsplek van de abdij, is een landgoed van ruim 900 hectare aan de rand van Beesd. Het bevat akkers, weilanden, bossen, lanen en grienden. Het is sinds 1734 in handen van de familie Van Verschuer.

## Fotogalerij

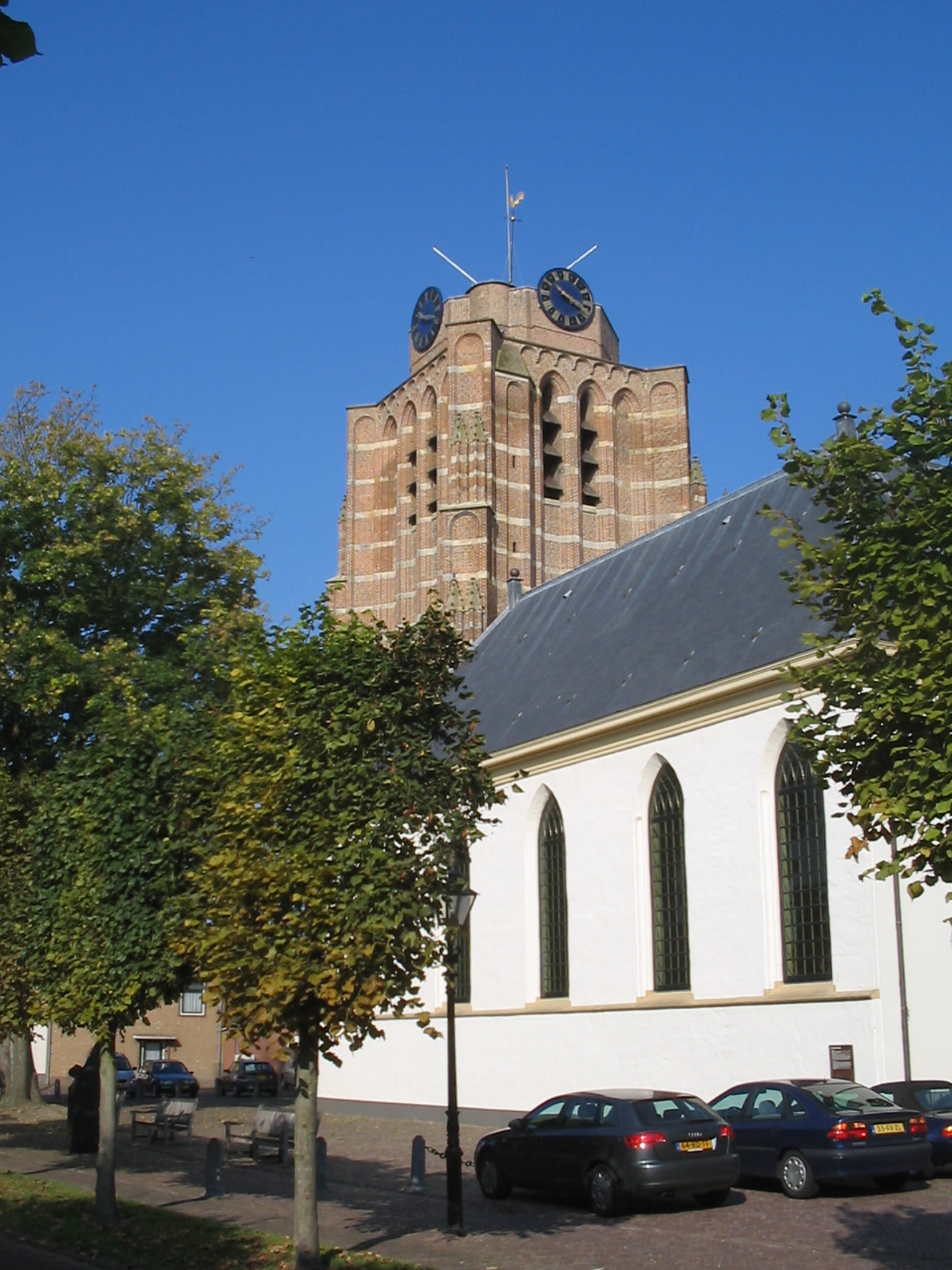
Protestantse kerk
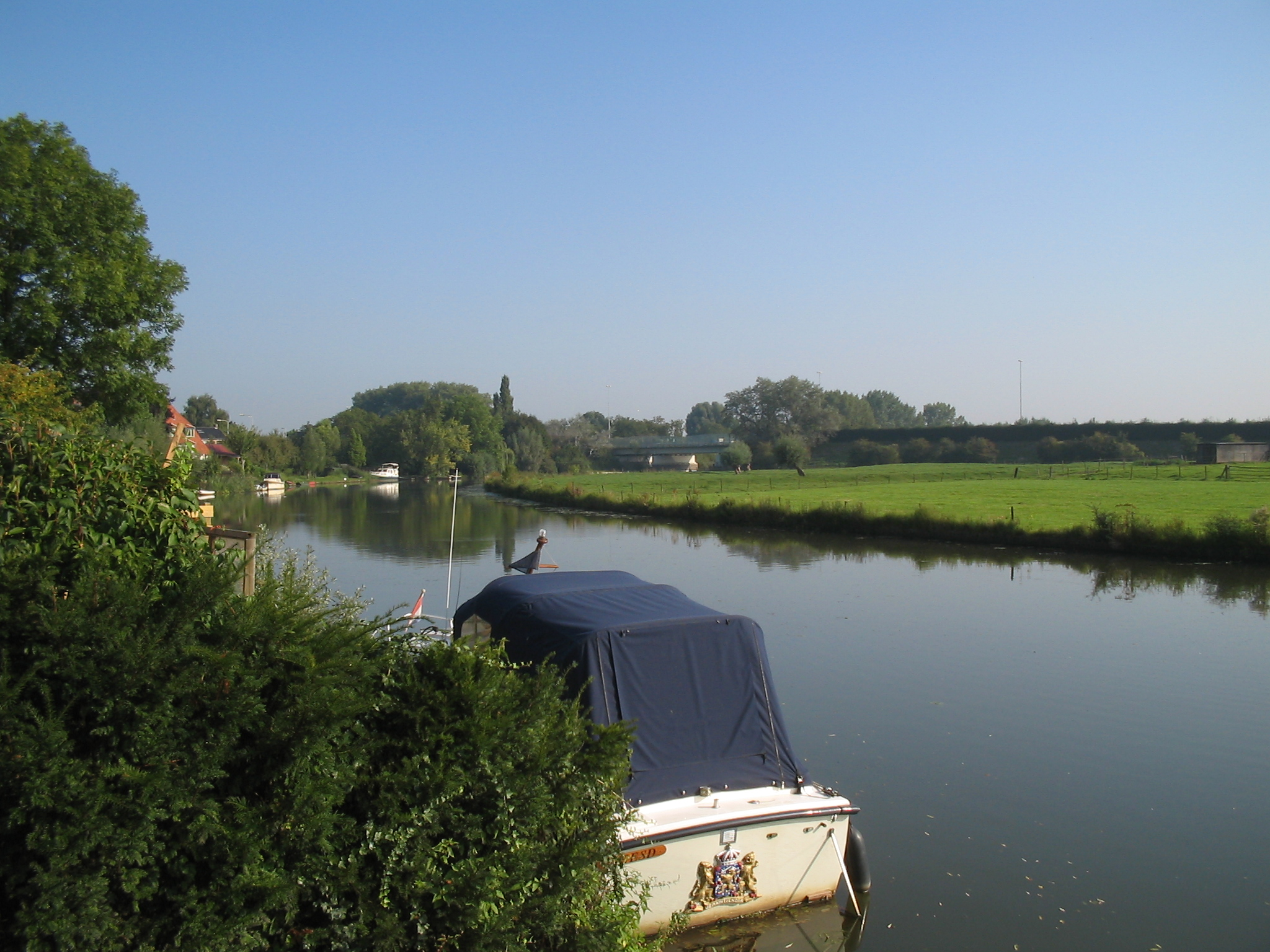
De Linge
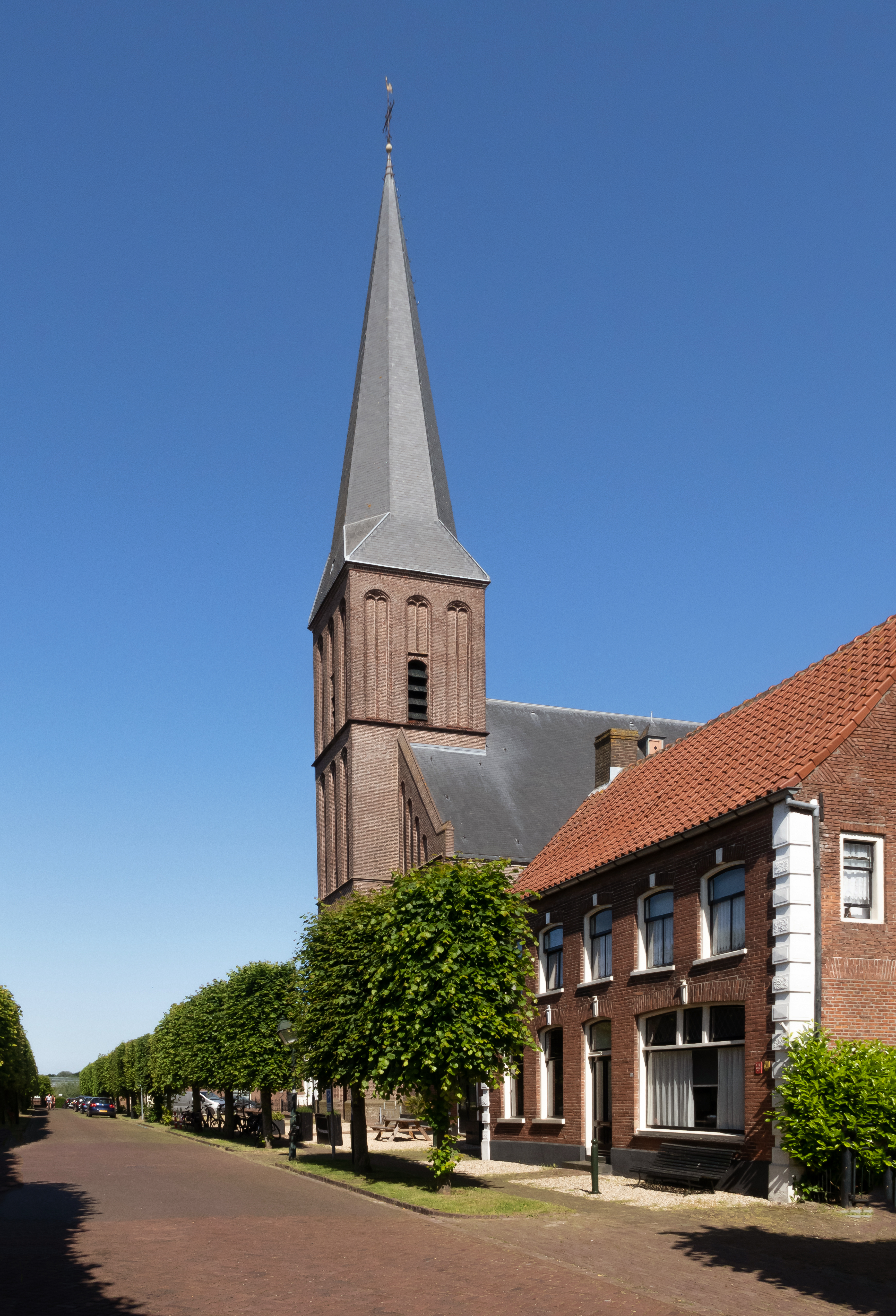
Kerk de Heilige Kruisverheffing
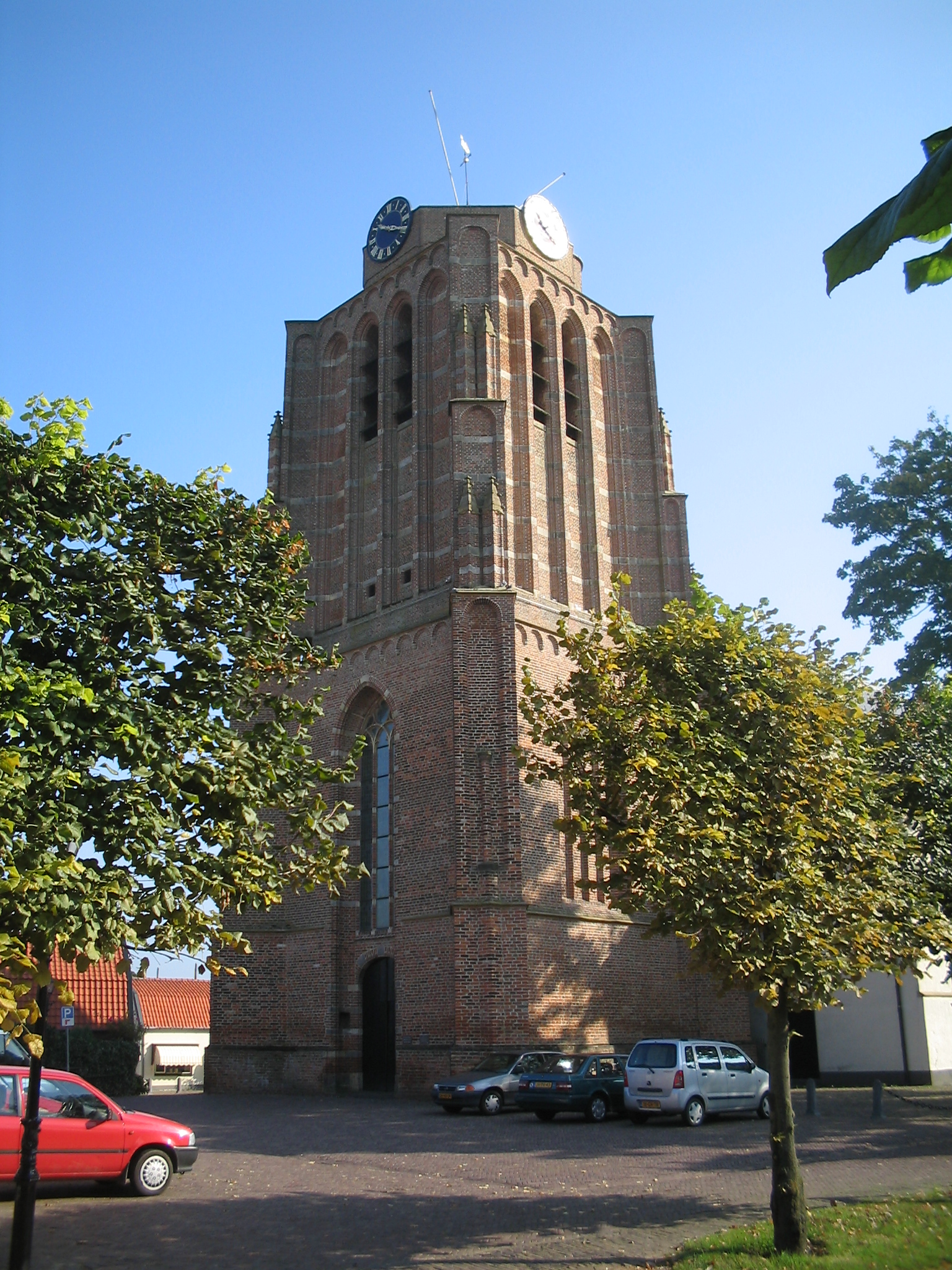
Toren Pieterskerk
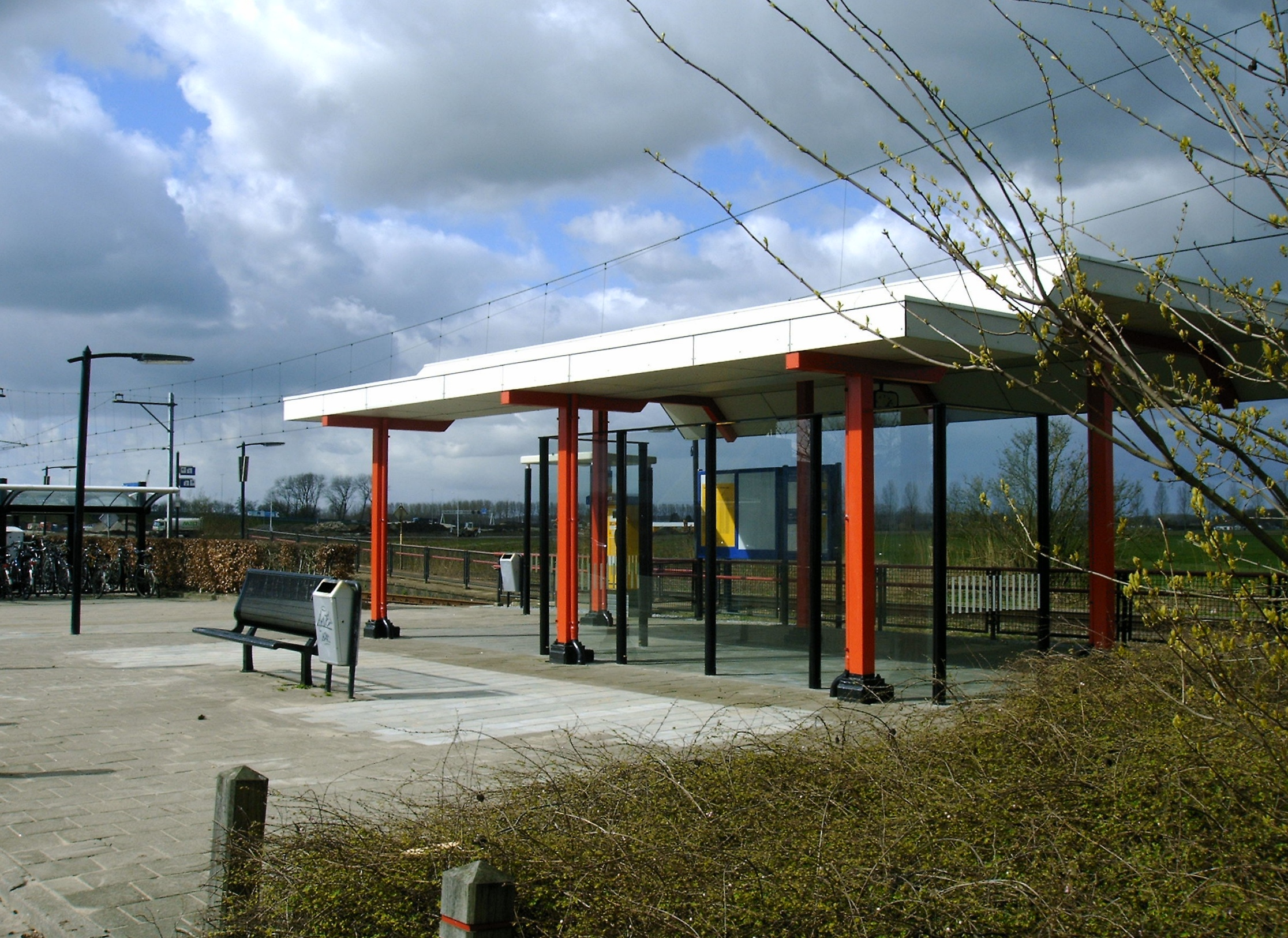
Stationsgebouw
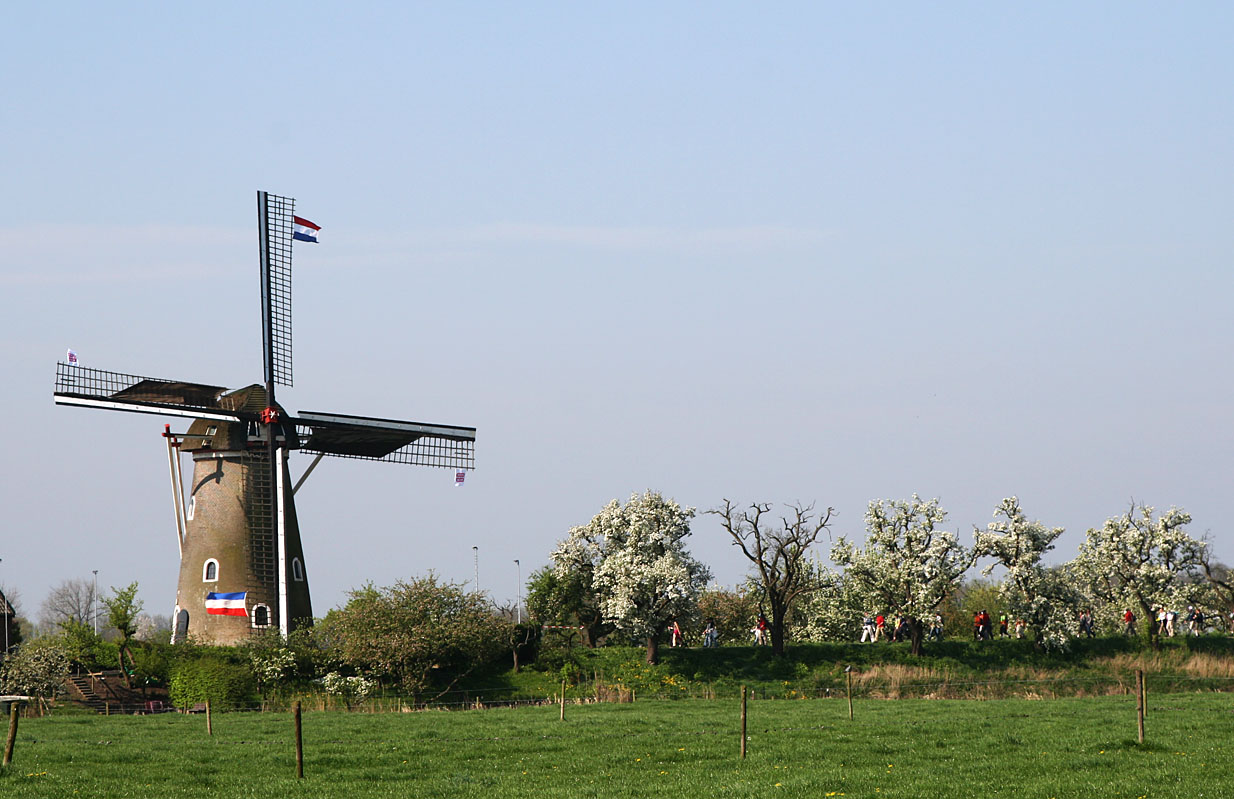
Molen de Vrijheid tijdens de Bloesemtocht